# آنا لينيكوفا
آنا لينيكوفا (الروسية: Анна Линникова؛ ولدت في 4 أبريل 2000م) عارضة أزياء وملكة جمال روسية، فائزة ملكة جمال روسيا 2022. بصفتها ملكة جمال روسيا، مثلت لينيكوفا روسيا في ملكة جمال الكون 2022.

## نشأتها
ولدت ونشأت في أورينبورغ عملت بموجب عقد في دول مثل الصين واليابان وكوريا الجنوبية وفيتنام وماليزيا. انتقلت لاحقًا إلى سانت بطرسبرغ لحضور جامعة سانت بطرسبرغ لتكنولوجيا الإدارة والاقتصاد. قبل فوزها بلقب ملكة جمال روسيا 2022، كانت لينيكوفا في سنتها الجامعية الثانية، تدرس العلاقات العامة.

## روابط خارجية
- آنا لينيكوفا على إنستغرام